# アントニオ猪木対モハメド・アリ

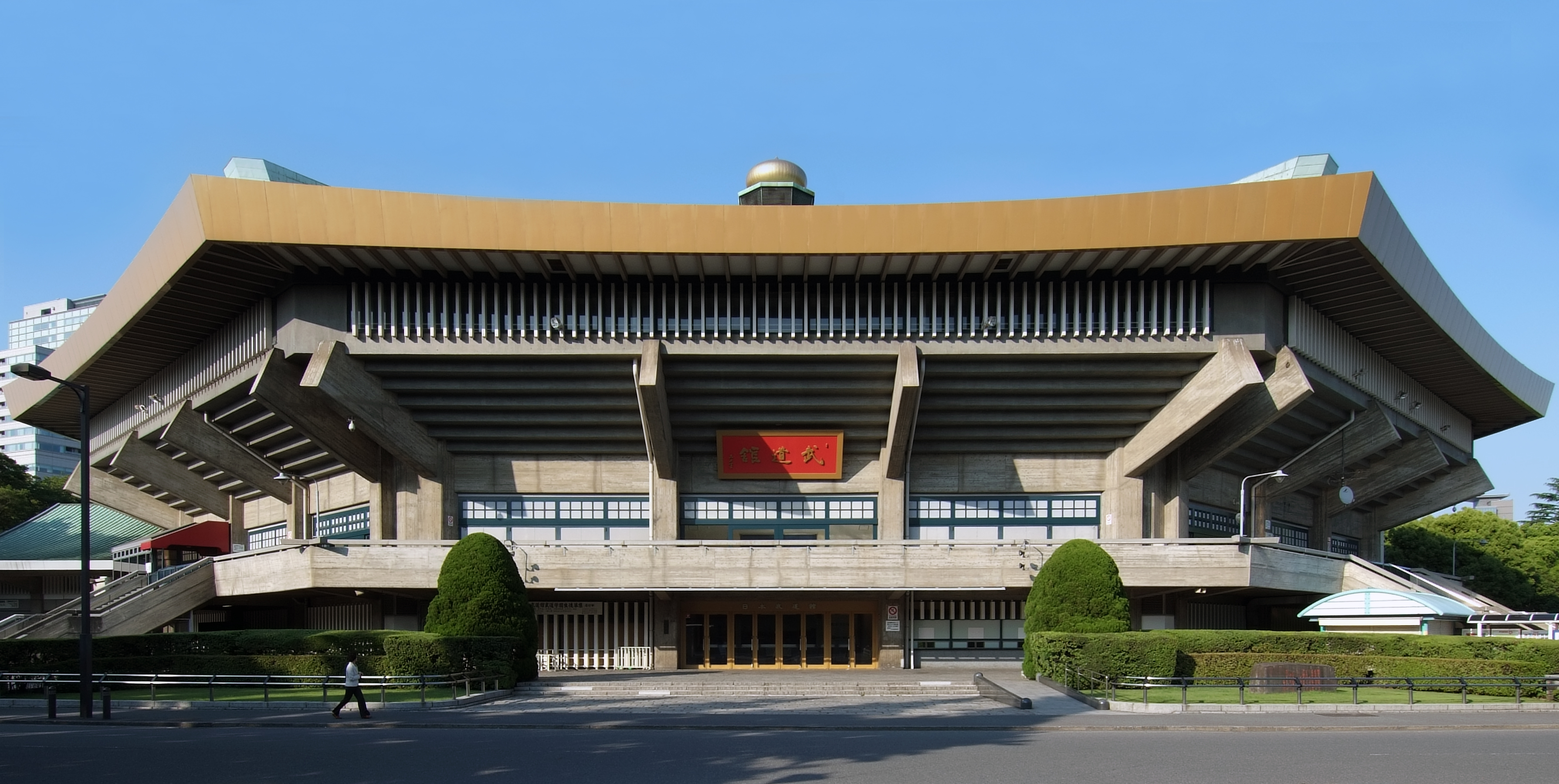
試合が行われた日本武道館。

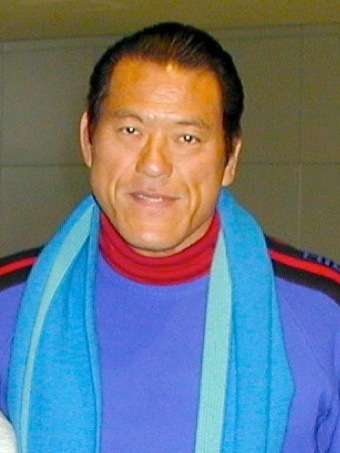
アントニオ猪木

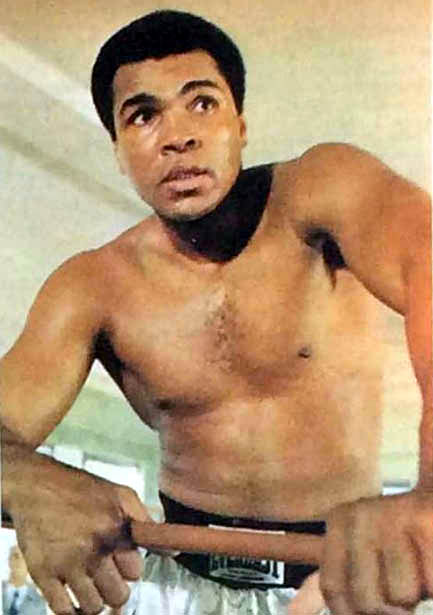
1976年のモハメド・アリ

アントニオ猪木対モハメド・アリ（アントニオいのきたいモハメド・アリ）は、1976年（昭和51年）6月26日に行われた新日本プロレスの企画した格闘技世界一決定戦第2戦。日本のプロレスラーであるアントニオ猪木と、ボクシング世界ヘビー級チャンピオンのモハメド・アリによる異種格闘技戦で「世紀の一戦」とされた。試合会場は日本武道館。

## 試合の実現
1975年（昭和50年）3月に、WBA・WBC統一世界ヘビー級チャンピオンのアリは自民党国会議員で日本アマチュアレスリング協会会長八田一朗に「100万ドルの賞金を用意するが、東洋人で俺に挑戦する者はいないか?」と発言した。アリは大口をたたくことで有名で、当然この発言もアリ独自のリップサービスであることは世間も承知だった。
アリの発言を聞きつけたNET（後のテレビ朝日）の編成局長でスポーツ中継を多く手がけた永里高平は、アリとは当初高見山を対戦相手に画策し日本相撲協会と交渉をしていたが、これを聞きつけたNWF世界ヘビー級チャンピョンの猪木は自分が名乗り出ることを永里に伝え、終生猪木を寵愛していたNET専務の三浦甲子二も、猪木でもいいのではと永里に案を振ったことで、猪木が対戦相手に浮上した。三浦はプロレスファンには1983年の新日本プロレスのクーデター事件で猪木の復権をさせる鶴の一声をした人物として知られるが、資金面を含め多大な協力をし、政財界にも強い影響力を持ち、新日本プロレスと猪木、新間寿らのよき理解者であり、アリ戦実現にニューヨーク支局を担保に入れるなどまでして全面協力した。アリ戦の数日前には三浦は酔って猪木の家に上がり込んだあげく、猪木にマッサージさせたこともあり、美津子夫人は怒ったが、翌朝朝食を作って送り出してくれたという。この一件で三浦は猪木夫妻を気に入り、アリ戦後の借金も一部NETからの資金で肩代わりしてくれたという。
猪木は「100万ドルに900万ドルを足して1,000万ドル（当時のレートで30億円）の賞金を出す。試合形式はベアナックル（素手）で殴り合い。日時、場所は任せる」といった挑戦状をアリ側に送ったが、マスコミも現役のボクシング世界王者アリとプロレスラーが戦うなど実現は到底不可能と思っており、当初は冷めた反応だった。
しかし、この猪木の挑戦状に反応したアリは6月9日、マレーシアでのジョー・バグナーとの防衛戦前に東京に立ち寄り、フロイド・パターソン、ジミー・エリスらを従え高輪プリンスホテルで会見を開いた。会見で新日本プロレスの杉田渉外係から「10分間でお前をマットに沈めてやる」と記載された猪木の挑戦状を渡されたアリは「俺なら5分でやっつける」「猪木なんてレスラーは名前すら知らなかったが、相手になる。レスリングで勝負してやる」「バグナーとの試合が終わったら相談しよう」と発言、これにより半信半疑だったマスコミも一気に火がつき、新聞でも大きく取り上げられることとなった。毎日新聞は猪木側が提示したファイトマネー1000万ドルに対しアリは「金の問題ではない」と返したと報じた。ところが、ボブ・アラムを含めたアリのマネージャー群が、一連のアリの発言を撤回し、全てを白紙に戻してしまった。つまり世界的に有名なアリと知名度の低い日本のレスラーを戦わせるということなど、そう簡単に許可できるものではなかったのである。これに反発した猪木は、アリが逃げられないように外堀を埋めていった。10月に入るとアメリカ、ヨーロッパのマスコミに対してアリ戦のアピール記事と写真を送りつけた。
1976年2月6日、猪木は「格闘技世界一決定戦」第1戦として1972年ミュンヘンオリンピック柔道金メダリストのウィレム・ルスカと対戦し勝利。
反響が大きくなってきて、アリ側も猪木の挑戦を無視できなくなり、ニューヨーク、ロサンゼルスにおいて猪木と極秘会談を行った。試合形式、ファイトマネー、ルール問題が難航したが、ある程度まで交渉が進んで行き、1976年（昭和51年）3月25日にはニューヨークで調印式を行うこととなった。猪木は妻・倍賞美津子を連れ、袴姿で調印式に登場した。アリは、猪木の突き出た顎を指して「まるでペリカンのくちばしだ。お前のそのくちばし（顎）を粉々に砕いてやる」と挑発的な言葉を浴びせた。これに対して猪木は全く顔色を変えず、「私の顎は確かにペリカンのように長いが、鉄のように鍛え上げられている」「オレの顎はおまえのパンチなんかにびくともしないぜ」「風が吹けば私はそよぐ。倒れはしない」と返答。更に「日本語をひとつ教えてあげよう。アリとは日本で虫けらを指す言葉だ」と言い返したところ、アリは激高し「ペリカン野郎め。今すぐ叩きのめしてやるぞ」と大声で叫んだ。毎日新聞によると、3月31日、猪木が帰国し、ファイトマネーの額、ルールなどを明かした。
ファイトマネーの問題は、1,000万ドルを譲らないアリ側と、600万ドルを提示する猪木側で折り合いがつかず、調印式当日まで揉めた。しかし最後はアリ本人が「600万ドルは飲めないが、600万ドル以上ならOKだ」と言い、結局610万ドルで双方とも合意に達した。
アリのファイトマネーは興行収益の他にNET（後のテレビ朝日）、東京スポーツ社等、各方面から借金をしてアリに支払われる予定であった。試合前に180万ドル、試合後に120万ドル、クローズドサーキットの収入から310万ドル、合計610万ドルがアリのファイトマネー、300万ドルが猪木のファイトマネーとして予定された。ただし、最終的に興行が失敗に終わったため、実際に猪木側がアリ側に支払った金額は180万ドルに留まったとされている。
5月24日、アリはドイツ・ミュンヘンのオリンピアハレでリチャード・ダンと対戦し、5回2分5秒TKO勝ちを収め7度目の王座防衛に成功した。試合後のインタビューでアリは猪木戦の宣伝をする。
6月1日、フィラデルフィアでのプロレスWWWFの興行でゴリラ・モンスーンがプロレスの試合に勝利したところでアリがリングに上がり、モンスーンに向かってシャドーボクシングを始め、指を突きつけながらなじる。隙を見せたアリをモンスーンが担ぎ上げ、エアプレーン・スピンのあと、キャンバスに叩きつける。リングアナウンサーのビンス・マクマホン・ジュニアがリングサイドでモンスーンにインタビュー。アリはレスラーとしては「へぼ」だとなじる。
猪木対アリ戦のプロモーターであった康芳夫は、アリとその陣営はプロレスを馬鹿にしていたというが、アリはもともとプロレスファンであることが知られており、来日前の6月10日、当時のビジネスの拠点だったシカゴでのAWAの興行において、猪木戦のプロモーション、練習試合としてケニー・ジェイとバディ・ウォルフ二人を相手に16オンスのグローブでミックスド・マッチ（この試合の写真が12日の毎日新聞夕刊に掲載されている）を行い勝利したこともあり、プロレスというエンタテインメントの特性などは詳しく理解していた。しかし両陣営の話が互いに一方的な条件を出し合い譲ることなく、事前交渉が決裂した形になったともされる。レフェリー兼外国人プロレスラーの世話係の担当であったミスター高橋は後に自著でアリを崇高な人格者と表現した上で、その取り巻きの態度の悪さには怒りを露わにしている。高橋はそれらの件について猪木も腹に据えかねる思いであったろうと推察している。
ジョシュ・グロスによると、フィラデルフィアとシカゴの出来事は筋書きのあるものだった、としている。
6月12日、毎日新聞が夕刊で猪木対アリ戦を特集。アリが対マック・フォスター戦で来日した際に測定されたアリのパンチ力は右ストレートが198kg重、左ジャブが108㎏重でジュニア・ウェルター級の藤猛の左右ともに200kg重（測定器の限界値）より軽かった。しかし、グローブは通常が8オンスだが今回は4オンスなので侮れない。猪木はブリッジなどで首を鍛えていて首回りが50㎝ありパンチを耐えられるのではないか、などと分析した。八田一朗の、アマなら組めばレスリング、離れればボクシング有利だろうがプロの世界だとどうなるか判らない、極真会館大山倍達の、ローキックを何発か入れればアリは動けなくなるので猪木に空手の蹴りを教えてるがすぐにはうまくできてない、興業の中で真のチャンピョンを決めるのは難しいのではないか旨のコメントを紹介した。
6月14日、アリはロサンゼルスで報道陣を集め対プロレスの研究をする。プロレスラーフレッド・ブラッシーから策を授かり、報道陣に怪気炎を上げる。
アリには試合に向けてヘッドコーチとしてアメリカテコンドーの父で統一教会（後の世界平和統一家庭連合）の李俊九（ジューン・リー、ジョン・リー）がついた。

## アリの来日
1976年（昭和51年）6月16日、アリが来日した。羽田空港には2000人のファンが押し寄せ、大混乱となった。7部屋を確保した宿舎の京王プラザホテルでフレッド・ブラッシーと李俊九を従えアリは記者会見を開く。「オレはごらんの通り、二人の専門家からプロレスとカラテの秘技を教えてもらった。これまでボクサーを倒してきたと同じように、こんどはプロレスラーを倒してみせる」と述べ、8ラウンド以内のノックアウト宣言。6月18日に行われた会見の場では、両者は試合前からヒートアップをしており、アリのビッグマウス（リップサービス）がさらにそのムードを煽った。「猪木の汚い顔は見たくない」「俺は世界一有名な男。猪木は俺と戦ったおかげで有名になる男」など、会見中は止まることなく猪木を挑発し、その口を閉じることはなかった。また、アリは猪木に本気の力で技をかけたり、猪木はアリに松葉杖を送るパフォーマンスを行った。猪木も「ウチの会社の宣伝マンとして雇いたい」とジョークを言ってアリを苦笑させるなど、前哨戦では互角の戦いを見せていた。この記者会見は午後9時からのNHK総合テレビ『ニュースセンター9時』でも取り上げられた。
6月20日に後楽園ホールで入場料3千円が設定された公開スパーリングでは徹夜組もでた。後楽園ホールでのスパーリングのほか、入場料2千円のアリのジムでの公開練習、参加費5万円の京王プラザホテルでのディナーパーティが行われた。パーティの定員は400人であったが完売した。
6月23日午後7時30分から、NETが『水曜スペシャル』でアントニオ猪木対モハメド・アリ前夜祭を実況生中継。司会は高島忠夫、森ミドリ。小林麻美、岡田奈々、林寛子らが出演。
6月25日、朝日新聞夕刊の4コマ漫画『フジ三太郎』で18日の猪木対アリの記者会見を題材にする。
6月25日午後7時45分からフジテレビが『スター千一夜』で「猪木VSアリ決戦前夜の死闘宣言」を放送。この試合の宣伝ポスターは数種類存在し、そのひとつには『スター千一夜』の準レギュラーで俳優の石坂浩二によって描かれたものもある。猪木がこの試合のためにあつらえたガウンも石坂のデザインである。
午後8時から、NETが『ワールドプロレスリング』ないで公開スパーリングを取り上げる。

## 試合のルール
3分15ラウンド。
1976年（昭和51年）3月25日、ニューヨークでの調印式のロイター、朝日新聞の報道で、プロモーターのロン・ホームズによるとアリのグローブは4オンス（通常は8オンス）、猪木は素手とされた。
ルールは変遷と最終的なものにも諸説がある。
3月31日、毎日新聞によると、猪木が帰国し、ダウンの時はどちらかがギブアップ、のびるまで攻撃できるルールであることを明かした。デスマッチである。
5月27日、アメリカの格闘ジャーナリストのジョシュ・グロスによると、レフェリーのジン・ラーベルとアリのトレーナーのアンジェロ・ダンディとWWWFのビンス・マクマホン・シニアによって最初に合意されたルールが起草された、と新聞各紙が伝えた。アリはボクシンググローブか空手のプロテクショングローブ、それらから修正を加えたものの着用が認められ、素手でもよい。猪木は肘打ちやチョップなど空手やレスリングの技が使え、採点はレフェリーとジャッジ2名による5点満点。一方がロープに触れたらブレイク。10カウントのノックアウトも3カウントのフォールもあり。反則は下腹部への打撃、頭突きと肩による打撃、ロープブレイクやラウンド終了の後の攻撃。アリは立ってるときは通常のボクシングルールで戦い、グランドではパンチやレスリング技を使える。猪木は立ってるときは通常のレスリングルールに従い、グランドではパンチは禁止、両者が立ってるときはパンチが打てる。アリがバンテージを巻くときは日本ボクシングコミッションが立ち会う。猪木は手・手首にテープを巻くことはできない。シューズ着用でも裸足でもよい。
6月12日、毎日新聞が夕刊で、猪木がアピールしていたデスマッチではなくボクサーが有利なルールになったとしている。3月の猪木帰国時の報道とは異なり10カウントのノックアウトも3カウントのフォールもありだとしている。禁止技は猪木のタックルとグランドのアリへのパンチ、アリはグランドでのパンチもOKだとした。
6月20日に公開スパーリングが行われ、ミスター高橋によれば、スパーリングに先立ってアリキックを考案していたほど入れ込んでいた猪木の真剣さを目の当たりにしたアリ側は、ルールの修正を求めるようになる。9月27日の新間の発言によるとそれは20日当日だった。一方、ジョシュ・グロスによると公開スパーリングの翌日21日朝に猪木側からルール変更の要求があった。素手でのパンチやシューズでのトーキック、喉仏へのチョップを打てる様にしろ、という内容だった。
猪木側の交渉は新間寿に一任されており、ルール問題について連日の交渉に臨んだ。新間によるとアリ側は「猪木は立ったまま脇腹、後頭部を蹴ってはいけない。蹴るときは片手をついているときか、両手をついている場合だけだ。」と要求してきた。試合当日まで交渉が難航すると、アリ側は「それなら試合はせずにアメリカに帰る」と申し出た。この問題に頭を抱える新間に猪木は「（要求は）何でも飲め。俺はアリを困らせるために日本に呼んだんじゃなく、アリと試合をするために呼んだんだ」と促し、ルールは変更された。この時点で猪木は「アリに勝つ」ことではなく「アリと試合をする」ことに重点を置いていたと思われる。22日、ジョシュ・グロスによると、長い議論のあと新間は書類をテーブルに投げ捨て「さあどれにでもサインしろ。猪木の手を縛りたいんだ。これはできない。あれはダメ。こっちは何ができるんだ?猪木はレスラーなんだ」と怒り出した。
最終的なルールは、タックル、チョップ、投げ技、関節技などのほとんどのプロレス技が反則になるというもので、このルールは事前のルール決定の会談においての交渉によるものだったと言われている。一方、ノンフィクション作家柳澤健は取材の結果これらのがんじがらめルール説を否定しており、実際の禁止事項は、頭突き、肘打ち、膝蹴り、頸椎や喉への打撃、スタンドでの蹴り（ただし膝をついたり、しゃがんでいる状態の時の足払いは許される）というものだったと述べている。猪木が柳澤のインタビューを受けた際、これを否定する発言はしていない。後年の猪木自身がメディアで試合を振り返った際は、「3分15ラウンド、ロープに触れた相手への攻撃は禁止、立った状態でのキックは禁止、頭突き、肘打ちは禁止」と説明されている他、「競技者がロープに触れたときはブレークとなるというルール」でどう戦うつもりだったかを語っている。なお、実際の試合では、猪木はタックルを10Rに一回、13Rに二回仕掛けている。試合当日の毎日新聞夕刊でも猪木が出した肘打ちは反則と報じられた。また、ジョシュ・グロスによるとこの時、レフェリーのジン・ラーベルは猪木に上腕部なら肘打ちも認められるが関節部で打つのは反則、と注意したとしている。プロレスでのルールも同様という説がある。
また、ジョシュ・グロスによると最終的なルールには、柳澤健の説から禁止事項に目突き、目をえぐること、サミング、背中・肝臓への打撃、プロレスのチョップが加わっている。脚を取ってのテイクダウン、張り手や掌底は認められた、としている。

## ワークか、シュートか
営業本部長の新間寿によると、試合後アリは「猪木が八百長をしないかと申し込んできたが俺は断った」と言いふらしているが、2月の基本契約の時、「リハーサルをしないのか」とアリ側から八百長を申し込んできたのが真相だとしている。
ジョシュ・グロスによるとアリはあらかじめ筋書きが決まっている試合「ワーク」になることを望んでいたが、自分を倒せない男に負けることは嫌だった。試合の数か月前、ビンス・マクマホン・シニアがアリ陣営にアプローチし、アリにわざと負けるように言うがアリは拒否した。マクマホン・シニアが書いた筋書きは、アリが攻勢に出て猪木にパンチを浴びせ、猪木がカミソリで自身を大流血させ、アリがレフェリーに、もう試合を止めたほうが良い、とアピールし、猪木に背を向けたところを猪木が背後からとびかかりフォールするものだった、と2012年に『スポーツ・イラストレイテッド』誌でボブ・アラムが語っている。立ち上がったアリが「これではまるで真珠湾ではないか」と言い、全員が引き上げる。
当時、新日本プロレス所属の現役プロレスラーであった山本小鉄は、のちにサムライTVの番組内にて「アリは単にエキシビションのつもりで来日したが、公開スパーリングでの猪木の本気振りを観て驚き、『試合をキャンセルする』と申し出た。その為『どんなルールでも構わないからとにかく試合をしてほしい』と交渉した結果、あのルールになった」と話している。アリは「マネージャー」としてプロレスラーフレッド・ブラッシーを連れてきた。通訳を務めたケン田島によると、アリは最初「それでリハーサルはいつやるんだい?」と聞いてきたという。「ノー! ノー! これはエキシビションではない。イッツ、リアルファイト! OK?」と伝えると驚いた表情で「何だと?」と返したという。アリのプロモーターであったボブ・アラムやアリの主治医であったファーディ・パチェコも、プロレスラーはパフォーマーやペテンだと思っていたため当初は真剣勝負だとは考えていなかったが、日本に到着して関係者が真剣だったことで、そこで初めてこの試合は真剣勝負（シュート）なのだとわかったと回想している。
ジョシュ・グロスによるとマクマホン・シニアは息子のビンス・マクマホン・ジュニアを試合前、来日中のアリへ送り込む。ジュニアはワークだと思っていたが両陣営の思惑は違うことにすぐに気が付いた。ジュニアはワークにするようにアリを説得した。アリのホテルの部屋で家具を壁際に寄せて、レスリングのできる空間を作り、アリを床にあっさり倒し、真剣勝負なんてやめろと説得したという。ブラッシーによるとマクマホン・ジュニアが計画した筋書きは、レフェリーのラーベルが隠し持ったカミソリの刃で、猪木が追い込まれたところで割って入り、アリの髪の生え際を少しだけ切り、汗と混じって大流血に見せ、試合を止める。この計画がマクマホン・シニアに耳に入るとそんな計画はダメだとジュニアはニューヨークに呼び戻される。公開計量の頃だった。
試合の週、筋書きのある試合なのか憶測が渦巻く中、クローズドサーキットの責任者ロン・ホームズは、エキシビジョンならアリのギャラは100万ドルで済むだろうが、600万ドルなのだからまがい物ではない旨、発言している。
試合翌日、朝日新聞は社会面で、猪木側が試合前日まで興業、ショー、筋書きありの立場からアリ側に接したが、アリ側が応じず結果的に真剣勝負になってしまった、との見方を報じていた。

## 試合当日
入場料金はロイヤルリングサイド席（後援者や関係者のみで、一般販売はせず）が30万円、特別リングサイドが10万円、リングサイドAが8万円、リングサイドBが6万円という異例の金額であった。毎日新聞によると、一番安い5千円の席は試合の1時間前に売り切れ、残りの券がどのくらい売れたかは主催側は「ノーコメント」。チケット売り場前にはダフ屋がたむろし「2万円を1万円にする」「5万円を2万円でどうかね」と売り込んでいた。
試合前にテレビカメラがアリの控え室に入り、アリの試合前の様子を撮影していたが、アリのスパーリングの時間になると取り巻きがカメラのレンズ部分に手をかざし、その場を覆い隠していた。これはガチガチに固めたバンデージと通常の10オンスのグローブが使われるヘビー級ボクサーの試合ではまず使われない4オンスのグローブを使用を隠すための物である。一方、ロイター、朝日新聞の3月26日のニューヨークの記者会見の報道をはじめ、グローブは4オンスとすでに何度か報じられていた。また、「シリコンを拳に注射した」「石膏を仕込んだ」と訝しむ声も多くあり、ミスター高橋は暴露本の中で「バンデージを巻く際に退出を命じられた」と明かし、猪木自身も後にテレビ朝日で放送されたアリの追悼番組で「拳はセメントのように固かった」と述懐している。これに対して、元WBA、WBC世界ストロー級（後のミニマム級）王者の大橋秀行は「そんなことをしたらボクサー自身が拳を痛めてしまうため、100%ありえない」と否定している。ただしボクシングでボクサーがグローブやバンデージの中に硬質の物質を不正に仕込むのは古くから存在する手法である。有名なところでは、古くはジャック・デンプシーが石膏を仕込んでいたことをマネージャーが暴露、2009年にはアントニオ・マルガリートが石膏を仕込んでいたことが発覚して処分されている。また、2010年にはバンデージ内に異物を入れて固める不正が横行したことで、WBCが選手の使用したバンデージを試合後に回収するなどチェックをさらに強化している。
一方の猪木側の控え室にもカメラが入ったが、猪木は終始無言の状態であった。新間は自身の交渉でルールが圧倒的に猪木不利になってしまった償いとして「社長、黙ってこれを履いてください」と、猪木に鉄板入りのリングシューズを用意した。しかし猪木は「新間、俺は後で悔いの残る試合はしたくないんだよ」と答え、改造シューズの使用を断った（なお、試合で相手選手には内密で鉄板入りのリングシューズを履く行為は契約違反に該当し、相手に怪我をさせれば傷害罪も成立する）。
ちなみに猪木は後年、アリのパンチ力について「ちょっと小突かれた程度でグラグラッときた」「グローブに細工をしていようがしていまいが、あまり気にする必要はなかった。まともに喰らったら間違いなく立てない、超一流のパンチ」と述べている。
花束贈呈とラウンドガールは小牧りさと山本由香利。
アメリカでのクローズドサーキットに合わせ真昼の午前11時50分、ゴング。試合開始とともに、猪木はアリの足下にスライディングをして、アリを転倒させる作戦に出たが失敗。6ラウンド、後に「猪木アリ状態」と呼ばれる体勢から猪木が右手でアリの左踵を取りスイープに成功し、バックワーズ・マウンティッド・ポジションをとる。会場が大いに沸く。しかし、毎日新聞によると猪木が反則の肘打ちを出し、ブレーク。一方、ジョシュ・グロスによるとロープブレークのあとに猪木が肘打ちを出したとしている。それから猪木は幾度となくリングの上に寝転がり、アリの脚を集中的に蹴った。そんな猪木の攻め方に、少し苛立ちを感じたアリは猪木に立つように挑発。猪木も何度か立ち上がりはしたものの、またアリの脚を狙いに寝転がった。猪木の蹴りによるダメージは確実にアリに蓄積していたが、試合中では脚の痛みを晒け出すことなく常に軽やかなステップを踏み続けた。猪木のセコンドを勤めたカール・ゴッチは、戦法に対して特にアドバイスをすることはしなかった。しかし後に、猪木にとって不利な試合ルールであったことに理解を示しつつも「戦法を間違えた」と評したことがある。
最終ラウンドに近づくにつれて、キックを受け続け体力も消耗していったアリのやる気は徐々に薄れていき、猪木を挑発することも無くなった。猪木もアリを転がすこともあったが決定打を出すことはできず、3分15ラウンドが終わった。15ラウンドのほぼ全ての時間を寝ながら戦った猪木と何もなす術のないアリに対して、観客は物を投げたり、罵声を浴びせた。
勝負は判定に持ち込まれたが、ジャッジ3人の判定は、この試合のメインレフェリーを兼任したジン・ラベールがドロー（ポイント：71対71）、遠山甲（日本ボクシング協会公認レフェリー）が猪木（72対68）、遠藤幸吉がアリ（74対72）に付け、両者引き分けの裁定となった。なお、ミスター高橋は遠藤が採点記入方法を間違えたと後年指摘しており、これがなければアリが勝利していたという。ジャッジ遠藤は当日の新聞テレビ欄では「解説」とされていた。
当日の午後1時からと午後7時30分から午後9時21分までNETが2回にわたって録画放送。夜の放送ではクローズドサーキット用の試合アンドレ・ザ・ジャイアント対チャック・ウェプナー、ウィレム・ルスカ対ドン・ファーゴも放送された。
試合と同日、後に猪木と戦うウィリー・ウィリアムス（極真空手）出演ドキュメンタリー映画『地上最強のカラテ』封切り。

## 試合評
当日の一般紙夕刊では「“筋書通り"?引分け」（毎日新聞）、「見物料高くファイトは低く」（朝日新聞）、「寝そべる猪木、立つアリ 世界一は預かりでした 観客しらけた“格闘技”戦」（読売新聞）、翌朝のスポーツ新聞朝刊1面には、「世界中に笑われたアリ・猪木 スーパー茶番劇・何が最強対決だ」（日刊スポーツ）、「なんだ!!アリ・猪木 不快指数100でドロー がっかり世紀のストレスマッチ」（デイリースポーツ）、「ファン置き去り パンチもなければ投げもなし 15回ダンスと昼寝」（西日本スポーツ）、「高いでショー 1発3億円 わざナシ、勝負ナシ、バ声アリ」（スポーツニッポン）、一般紙では「24億円の“シラケ決闘"」（毎日新聞）、「「三十億円興業」失敗か 筋書き・採算・思惑外れ」（朝日新聞）といった酷評が見出しとして踊っていた。
6月28日、モンテカルロ発AP通信、読売新聞によると、WBCは猪木戦で見せたアリの、バカげた、しかも恥知らずな試合ぶりに抗議するためにアリに与えられた1975年度の年間最優秀ボクサーの肩書を近く撤回する意向であった。ホセ・スレイマン会長は「あの試合は全くのお笑いであり、我々は自らの考えを大衆に知らせなければならない」と語った。チャンピョンのタイトルのはく奪の報道については否定した。

## アリ、韓国へ、そして入院
当日の毎日新聞夕刊によると、試合後、猪木のアリキックによりアリの膝裏はみみずばれで赤くなった。主治医のファーディ・パチェコは脚の二つの血栓が脳や心臓の血管を詰まらせて死に至ることを危惧。韓国で予定されていたエキシビジョンマッチを止めるようアリを説得した。試合の何週間か前に韓国政府がアリを招待したいと李俊九に連絡を入れていた。李は日本に向かう機内でアリに韓国に行くよう頼みアリは受諾した。アリは李を同行し、韓国に向かった。試合の翌日である6月27日にソウルに向かい、金浦空港で歓迎のセレモニーの後、空港からソウルまでの李と同乗のオープンカーパレードのアリを100万人以上の人々が応援した。グロスによると李も100万人と言っているが、当時の報道では50万人だった。記者会見でアリは、猪木がおびえ、寝ていたのは李から教わったテコンドー仕込みのパンチのおかげだ、と述べた。グロスによると、これは明らかなリップサービスだろう、としている。一方、ミックスド・マーシャル・アーツ・ドット・コムによると、アリは前月のリチャード・ダン戦に向けて李の元でトレーニングを行っていた。アリのフィニッシュブローは「アキュパンチ」（Accupunch、李の友人ブルース・リーが考案したブロック不可能な高速パンチ）と呼ばれた。李のテコンドーはパンチも多い北朝鮮系だった。アリと李は4日間ソウルに滞在し、その間にアリは12回以上のイベントに出演し、いくつかの特別イベントにも出席した。アリはパチェコの意に反して在韓米軍でのアマチュアボクサー相手のエキシビジョンマッチにも出場した。アリは犬肉も食し舌に合った。韓国を発つ日、大統領の朴正煕が面会を申し込むが、フライト時間の都合で実現しなかった。韓国を発つと同時にアリは脚の大きな痛みに見舞われる。マニラでイベントに出た後に帰国。
7月1日、サンタモニカのセント・ジョーンズ病院に入院。UP通信によると検査で両膝に血栓が見つかる。アリの太ももは激しく腫れ上がり、膝の裏に血栓症を患い、かなりの重症であった。マネージャーのジーン・キルロイによると、血栓溶剤を投入し症状は2日で好転した。AP通信の7月5日の報道によると、9月に予定されていたケン・ノートン戦の準備のため、アリは7月4日（日）午後に短期間で強引に退院したという。一方、ジャーナリストのアーロン・タレントはパチェコが、アリは数週間入院した、と述べたとしている。ボブ・アラムはアリの脚のダメージについて、脚を切断する寸前だったほど悪く、ケン・ノートンとの試合がキャンセルになるだけでなく、アリは一生障害を背負う可能性があったほど酷かったと語った。パチェコは一連の日本での出来事に怒りが収まらなかった。

## その後の猪木とアリ
この一戦を終えた猪木の名は世界に広まったが、その広まり方に問題があり、ある媒体などは「足を広げた売春婦がリングの中にいた」と報じていた。しかしこれによって新日本プロレスはヨーロッパ各国でテレビ放送されるまでになった。1976年にはパキスタン遠征やドイツ遠征を果たしたことでも、それは証明される。
猪木および新日本プロレスは多額の借金を背負わされることになった。そのため、新日本プロレスはその後も人気のあった異種格闘技戦を、年間シリーズとは別に興行せざるを得なくなった。
猪木のファイトマネーはクローズドサーキットの収益から100万ドルを受け取る予定だったが、収益が見込みに達さず、その責任を取る形で猪木は社長から会長職に棚上げ、新間は営業本部長から平社員に格下げとなった。1976年9月27日、このファイトマネー問題で新日本側はアリ側に「こういう事態になったのはアリ側の、ケガをしたことにして帰国する、と脅す強引なルール変更が原因でみっともない試合になった」として契約違反だと東京地裁に総額2億1千万円の損害賠償を求め、アリ側も契約不履行の訴訟をするに至った。新間は、試合の不評のせいで香港、北海道、仙台の新日本プロレスの興業もキャンセルされてしまった、とも述べた。訴訟の途中で円高ドル安が進行して1ドル310円から200円台になったことから新間は弁護士から「和解せずに一度だけでも裁判を行ってはどうか」と勧められたが、後に新間は弁護士抜きでアリと話し合い、最終的に和解した上に再戦に関する文書まで書いた。
1977年から猪木はアリの映画『アリ/ザ・グレーテスト』の主題歌『アリ・ボンバイエ』(Ali Bombaye) がアリから贈られ、これをアレンジし自身の入場曲『炎のファイター 〜INOKI BOM-BA-YE〜』として使用した。
ジャーナリストのアーロン・タレントによると猪木戦で負った血栓症の後遺症の影響でアリはその後、誰もノックアウトできずに終わった。
2人の関係は試合の後も続き、アリが自身の結婚式に猪木を招待。猪木が平壌で「平和の祭典」を行った際にはアリは、北朝鮮入りをして猪木とリック・フレアーの試合の立会人を務めた。1998年（平成10年）4月4日に東京ドームで行われたアントニオ猪木の引退試合には、アリがパーキンソン病で侵されていた体で無理を押して来日、リングに上がって猪木に花束を贈呈した。
2014年4月には、アリがツイッターで、猪木対アリの試合画像を添付して「ダナ・ホワイト（UFC代表）さん、元祖MMAファイターはモハメド・アリだろ?」とツイートしている。
2016年6月4日、前日の3日にアリが死去したという報が日本で伝えられると、猪木は所属事務所を通じて「逝去の報に接し、謹んでお悔やみ申し上げます。最近では、体調を崩されているということを聞いて心配しておりましたが、こうして、かつてのライバルたちを見送ることは非常に辛いものです。あの戦いから今年で40年。6月26日が『世界格闘技の日』と制定された矢先の訃報でしたので残念です」というコメントを発表した。
2016年6月3日にアリが死去したことを受け、テレビ朝日系列にて、同年6月12日の20:58 - 23:10に追悼特別番組『モハメド・アリ緊急追悼番組 蘇る伝説の死闘「猪木VSアリ」』が放送された。番組内では全15ラウンドをノーカットで放送するとともに選手、セコンドの声を解析、字幕としての反映をしている。ニューヨーク・タイムズやロサンゼルス・タイムズなどで猪木対アリの特集記事が組まれた。
「この試合に関心を持ち続けたのは、熱心な日本のプロレスマニアだけだった、と言ってもよいのではないか」と柳澤健は述べている。しかし、2016年、アメリカ人格闘ジャーナリストのジョシュ・グロスがペーパーバック本 "Ali vs. Inoki: The Forgotten Fight That Inspired Mixed Martial Arts and Launched Sports Entertainment" を書き上げていた。柳澤の言葉もこの和訳本の『アリ対猪木 アメリカから見た世界格闘史の特異点』の解説で述べられたものである。
2023年7月7日、NHK BSで『アナザーストーリーズ 運命の分岐点』「アントニオ猪木vs.モハメド・アリ “世紀の一戦" の真実」が放送される。柳澤健らが証人として登場し、真剣勝負になった経緯を解説したドキュメンタリー番組であった。

## クローズドサーキット
3月30日、ロン・ホームズが社長となり、この試合のクローズドサーキットのための会社リンカーン・ナショナル・プロダクションズをカリフォルニア州で設立。
試合当日は「格闘技オリンピック」と題して、ニューヨーク（WWWF主催興行、ショーダウン・アット・シェイとして）ではWWWFヘビー級王座戦としてブルーノ・サンマルチノ対スタン・ハンセン、異種格闘技戦としてアンドレ・ザ・ジャイアント対チャック・ウェプナーなど。シカゴではAWA世界ヘビー級王座戦としてニック・ボックウィンクル対バーン・ガニア、AWA世界タッグ王座戦としてディック・ザ・ブルーザー&クラッシャー・リソワスキー対ブラックジャック・ランザ&ボビー・ダンカンなど。ヒューストンではNWA世界ヘビー級王座戦としてテリー・ファンク対ロッキー・ジョンソン、ロサンゼルスではウィレム・ルスカ対ドン・ファーゴなど。全米各地でイベントが開催された。これらの試合は猪木対アリ戦も含めて、全米で170か所、カナダで15か所、イギリスで6か所などでクローズドサーキット（劇場での有料中継）で流れた（入場料は1人20ドル）。
朝日新聞によるとウィスコンシン州ではクローズドサーキットを含むボクシング興業では事前の供託金および収益の5%を支払わなければならず、この試合がボクシングなのかどうか論争が起きた。州側は片方でもボクシンググローブをはめている以上、ボクシングであり供託金を支払わなければクローズドサーキットは認めない旨主張し、普段はプロレスを興行してるクローズドサーキットの興行主はボクシングではない旨主張した。州側は1958年にプロレスラー同士のグローブマッチにボクシングであると主張し「待った」をかけたことなどを根拠に挙げていた。

## ソフト化
本試合はのちに頻繁に行なわれた異種格闘技戦の始祖と言われているだけに、ビデオ、DVDなどのソフト化、ノーカット再放送の要望は高かったが、さまざまな問題（版権、ロイヤリティ等）でソフト化は実現してこなかった。再放送に関してはダイジェストで2度ほど放送されたことがあるが、ノーカット放映は2016年までされていなかった。ソフト化されない理由について、ワールドプロレスリングのプロデューサーだった松本は「売れるとは思えないから」と答えている。
そのような中、アリ側の権利関係などをクリアした上で、2014年6月26日に集英社から「燃えろ!新日本プロレス」シリーズの「エクストラ」として、2枚組DVDが発売された。